# Рагимов, Виталий Меджидович
Вита́лий Меджи́дович Раги́мов (азерб. Vitali Məcidoviç Rəhimov) — азербайджанский борец греко-римского стиля, бывший член национальной сборной Азербайджана. Чемпион Европы 2005 года, двукратный призёр чемпионатов мира (2009, 2010). Заслуженный мастер спорта Азербайджана.

## Биография
Родился Виталий Рагимов в городе Мегри Армянской ССР 27 августа 1984 года. Этнический лезгин. В 1990 году семья Рагимовых переехала в Азербайджан. В 1994 году Виталий записался в секцию греко-римской борьбы. «На „классику“ меня отвел брат, — вспоминает Виталий. — Честно говоря, я тогда не знал различий между греко-римским и вольным стилями борьбы. Но о своем выборе не жалею».
В 2005 году стал чемпионом Европы. В 2008 году принял участие в Олимпийских играх в Пекине и стал обладателем серебряной медали. В 2009 и 2010 годах становился бронзовым призёром чемпионата мира. В 2011 году завоевал бронзовую медаль чемпионата Европы.
В 2016 году Международный Олимпийский Комитет уличил Виталия Рагимова в нарушении антидопинговых правил, и лишил его серебряной медали Олимпиады-2008.